# Антрозано (Л'Аквила)
Антрозано (итал. Antrosano) је насеље у Италији у округу Л'Аквила, региону Абруцо.
Према процени из 2011. у насељу је живело 917 становника. Насеље се налази на надморској висини од 768 м.